# Drapieżne maleństwo
Drapieżne maleństwo (ang. Bringing Up Baby) – amerykańska komedia romantyczna screwball z 1938 roku w reżyserii Howarda Hawksa.

## Główne role
- Katharine Hepburn – Susan Vance
- Cary Grant – Dr David Huxley
- Charles Ruggles – Major Horace Applegate
- Walter Catlett – Konstabl Slocum
- Barry Fitzgerald – Aloysius Gogarty
- May Robson – Ciotka Elizabeth Random
- Fritz Feld – Dr Fritz Lehman
- Leona Roberts – Hannah Gogarty
- George Irving – Alexander Peabody
- Tala Birell – Pani Lehman
- Virginia Walker – Alice Swallow
- John Kelly – Elmer

## Fabuła

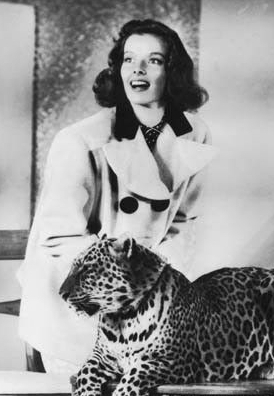
Katharine Hepburn oraz lampart Nissa jako Susan Vance i „maleństwo”

David Huxley jest antropologiem, który zbiera fundusze dla muzeum. Brakuje mu jednej kości do szkieletu brontozaura. Niebawem dla muzeum ma wpłynąć spora darowizna, ale pojawia się Susan. Kobieta z lampartem wszędzie, gdzie się pojawia, wywołuje zamęt. Ale jest ona siostrzenicą miliarderki, która David próbuje pozyskać jako sponsorkę.